# 함평학다리고등학교
함평학다리고등학교(咸平학다리高等學校)는 대한민국 전라남도 함평군 함평읍 내교리에 있는 공립 고등학교이다.

## 학교 연혁
- 1945년 12월 5일 : 학교초급중학교 개교
- 1946년 9월 30일 : 학교초급중학교 설립 인가
- 1947년 8월 18일 : 학다리중학교로 개명
- 1947년 8월 18일 : 재단법인 학교의숙 설립 인가, 초대 김태일 이사장 취임
- 1951년 8월 31일 : 학다리중학교 6학급, 학다리고등학교 6학급으로 분리
- 1964년 1월 25일 : 학교법인 학교의숙으로 조직변경 인가
- 1995년 4월 7일 : 학다리고등학교 본관동 증축
- 1997년 5월 15일 : 기숙사 증축
- 2002년 9월 14일 : 도서관(운학관) 증축
- 2004년 2월 5일 : 다목적강당(무학관) 증축
- 2004년 4월 7일 : 기숙사(우정학사) 증축, (주)부영에서 기증
- 2009년 3월 22일 : 기숙사(예지학사), 다목적 교실 증축
- 2017년 3월 1일 : 학다리고등학교 공립 전환
- 2018년 3월 2일 : 함평학다리고등학교(학다리고·함평여고·나산고 통합) 새출발
- 2023년 9월 1일 : 김태성 교장 부임
- 2025년 2월 7일 : 제74회 97명 졸업(계 14,215명)
- 2025년 3월 1일 : 자율형 공립고 2.0 연구학교 운영

## 참고 자료
- 함평학다리고등학교 - 한국교육학술정보원 학교알리미